# Подляшско-Мазурская бригада Войск охраны пограничья
Подляшско-Мазурская бригада Войск охраны пограничья (пол. Podlasko-Mazurska Brygada Wojsk Ochrony Pogranicza) или Подляшско-Мазурская бригада ВОП (пол. Podlasko-Mazurska Brygada WOP, сокращённо P-MB WOP) – территориальная бригада Войск охраны пограничья, существовавшая в 1976—1991 годах и осуществлявшая охрану советско-польской границы.

## История

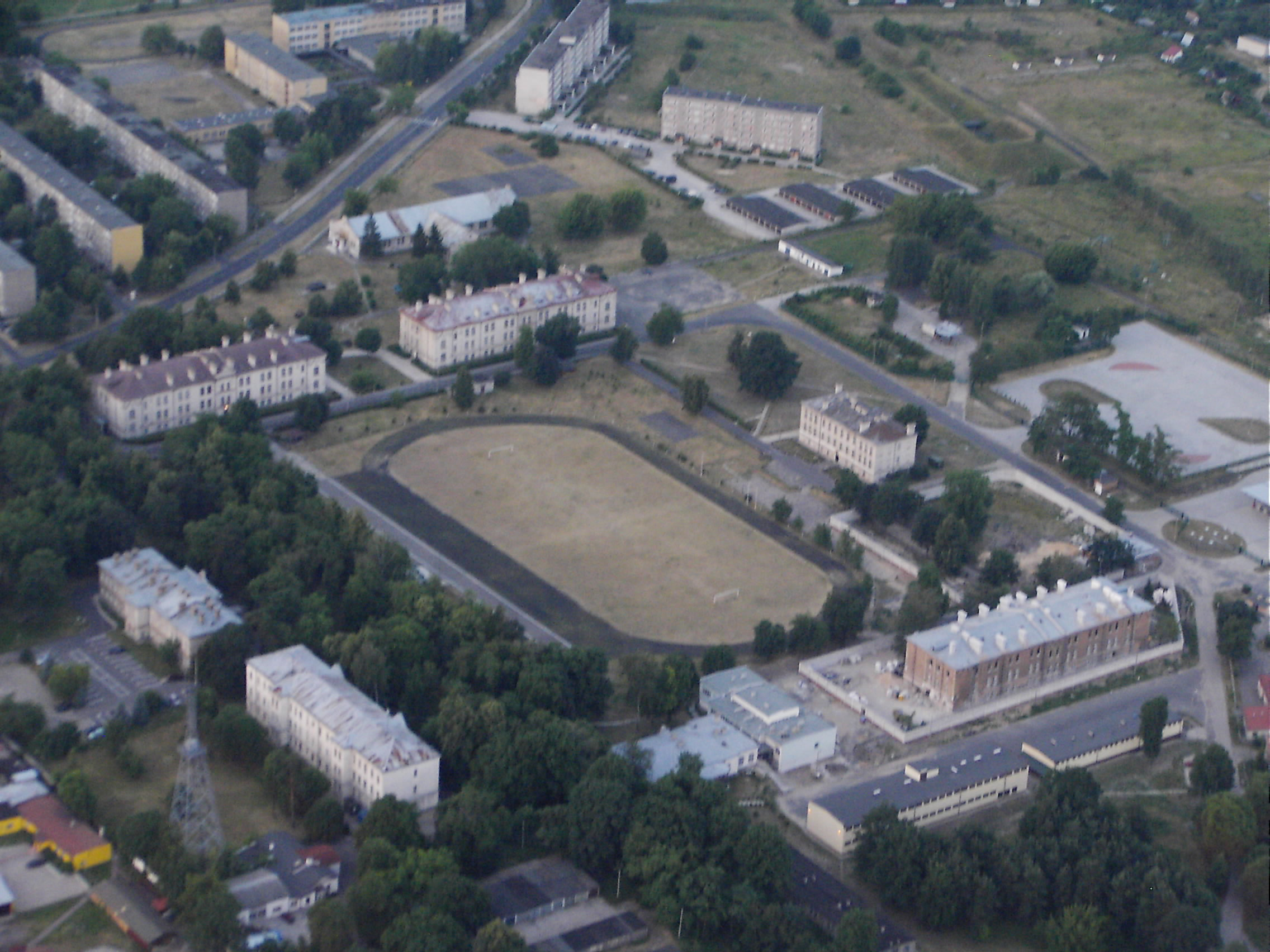
Казармы Подляшско-Мазурской бригады ВОП, 2012 год

В соответствии с организационным распоряжением Министерства внутренних дел ПНР № 05/org от 29 января 1976 года на основе 22-го Белостокского отдела ВОП была сформирована Подляшско-Мазурская бригада ВОП. Штаб бригады располагался в городе Белосток в доме 100 по улице Бема.
В 1987 году открыт пограничный пункт пропуска Огродники.
В 1989 году после расформирования Надбужанской бригады ВОП в ведение Подляшско-Мазурской бригады ВОП перешли пограничные заставы Янув-Подляский, Тересполь и Славатыче, а также пограничные пункты пропуска Тересполь и Кукурыки.
В ведении бригады находился участок советско-польской границы от Венгожево до Славатыче протяжённостью 564,37 км (по состоянию на 31 декабря 1990 года).
7 мая 1991 года главный комендант Пограничной стражи, хабилитированный доктор и профессор, полковник Марек Лисецкий издал распоряжение номер 021, в соответствии с которым 16 мая 1991 года упразднялась Подляшско-Мазурская бригада ВОП в Белостоке и расформировывался пограничный пункт пропуска Тересполь (штат № 44/0136). Правопреемником бригады стал Подляшский отряд Пограничной стражи.

## Организационная структура
В состав бригады изначально входили:
- резервный батальон
- 13 пограничных застав
- 7 пограничных пунктов пропуска:
  - Огродники[пол.]
  - Кузьница[пол.]
  - Зубки[пол.]
  - Семянувка[пол.]
  - Черемеха[пол.]
  - Тересполь[пол.]-Кукурыки[пол.]

По состоянию на 31 декабря 1990 года состав бригады насчитывал 1235 солдат, в том числе 766 военнослужащих действительной военной службы, и 57 гражданских лиц. В частности, там были 160 офицеров, 237 хорунжих, 75 младших офицеров и 766 военнослужащих действительной военной службы (86 младших офицеров и 680 рядовых). В соответствии со штатом № 44/0141 личный состав бригады на направлении W насчитывал 1961 солдат и 54 гражданских служащих, на направлении P — 1235 солдат и 57 гражданских служащих.. 
В состав бригады на тот момент входили:
- командование и штабные отделы
- 3 пограничных пункта пропуска:
  - Пограничный пункт пропуска Огродники[пол.]
  - Пограничный пункт пропуска Кузьница[пол.]
  - Пограничный пункт пропуска Семянувка[пол.]
- 14 пограничных застав:
  - 2 пограничные заставы I категории с железнодорожным переходом (пограничные переходы Зубки-Бялостоцкие — Берестовица[пол.] и Черемха — Высоколитовск[пол.])
  - 5 пограничных застав I категории
  - 6 пограничных застав II категории
  - одна резервная пограничная застава в Августуве
  - пограничный пункт пропуска в Тересполе

По состоянию на 1 января 1991 года в командование бригады входили:
- Командир бригады — полковник дипломат Юзеф Косно
- Заместитель командира бригады (начальник штаба) — полковник Ян Федорюк
- Заместитель командира бригады (начальник разведывательного отдела) — полковник дипломат Здзислав Якубишин
- Заместитель командира бригады (начальник технической службы и службы снабжения) – полковник Хенрик Бенек

Командиры пограничных застав и пунктов пропуска:
- Пограничный пункт пропуска Венгожево[пол.] (I категория) — капитан Хенрик Барановский
- Бани-Мазурские[пол.] (II категория) — поручик Ежи Косько
- Пограничная застава Голдап[пол.] (I категория) — капитан Станислав Шостак
- Пограничная застава Рутка-Тартак[пол.] (II категория) — поручик Стефан Маевский
- Пограничная застава Сейны[пол.] (I категория) — подпоручик Славомир Курдзюк
- Пограничный пункт пропуска Огродники[пол.] — капитан Тадеуш Мороз
- Резервная пограничная застава Августув (пол. Strażnica Odwodowa WOP Augustów) — майор Анджей Пётровский
- Пограничная застава Липск[пол.] (II категория) — капитан Станислав Хмелевский
- Пограничный пункт пропуска Кузьница[пол.] — майор Эдвард Беднарчик
- Пограничная застава Сокулка[пол.] (I категория) — майор Бонифаций Сконечный
- Пограничная застава Грудек[пол.] — капитан Александр Турчиньский
- Пограничный пункт пропуска Семянувка[пол.] — капитан Эдвард Лопата
- Пограничная застава Бяловежа[пол.] (I категория) — майор Станислав Пацевич
- Пограничная застава Черемха[пол.] — поручик Казимеж Дуда
- Пограничная застава Янув-Подляский[пол.] (II категория) — подпоручик Януш Вулчыньский
- Пограничный пункт пропуска Тересполь[пол.]-Кукурыки[пол.] – mjr Wiaczesław Dudzicz (d-ca GPK)
- Пограничная застава Тересполь[пол.] (II категория) — поручик Палух Казимеж
- Пограничная застава Славатыче[пол.] (II категория) — капитан Хенрик Шараварский

## Командование бригады
Командиры бригады
- полковник Лонгин Василевич[пол.]
- полковник Станислав Колянко
- полковник дипломат Юзеф Косно (16 июля 1986 — 15 мая 1991)[8]

Начальники отдела пограничного контроля
- подполковник Здзислав Повоевский
- подполковник Болеслав Карпюк
- подполковник Марек Киевский